# حیدرآباد سفلی
حیدرآباد سفلی، روستایی از توابع بخش لوداب شهرستان بویراحمد در استان کهگیلویه و بویراحمد ایران است. اهالی این روستا از تیرۀ میرزا، طایفۀ سادات امام‌زاده علی می باشند.

## جمعیت
این روستا در دهستان لوداب قرار دارد و براساس سرشماری مرکز آمار ایران در سال ۱۳۸۵، جمعیت آن ۴۲۶ نفر (۹۷ خانوار) بوده‌است.